# Ámi Lajos
Ámi Lajos (Vásárosnamény, 1886. október 2. – Apagy, 1963. augusztus 16.) mesemondó, a népművészet mestere (1959).

## Élete
Ámi Lajos a Bereg vármegyei Vásárosnaményban született 1886-ban egyszerű családban. Már 6–8 éves korában megtanulta az ugyancsak mesemondó apja összes meséjét, melyeket később saját elgondolásai alapján kibővítve és saját költésű meséivel együtt különböző közösségi összejövetelek, társasmunkák alkalmával mondott el.
1890-ben 14 éves korában a szatmárnémeti téglagyárba került tanulónak. 1911-től Szamosszegen élt szegényparasztként, ahol harmados és napszámos munkával foglalkozott. 1949-től termelőszövetkezeti tag volt.
A félcigány származású, rendkívül jó memóriával bíró, jó beszédkészségű mesemondó a meséket korán elhalt, ugyancsak mesemondó apjától és egy olasz tűzmestertől, valamint az első világháború előtt és alatt katonatársaitól tanulta. 243 népmeséjét és 13 babonás történetét jegyezték fel.
1963. augusztus 16-án halt meg Apagyon.

## Díja
- Népművészet Mestere díj (1959)